# Bătălia din Crimeea (1944)
Acest articol se referă la Bătălia pentru eliberarea Crimeii din 1944.  Pentru alte sensuri, vedeți Bătălia din Crimeea (dezambiguizare).
Bătălia din Crimeea din 1944 este numele generic pentru ofensiva Armatei Roșii sovietice împotriva Wehrmachtul german (Grupul de Armate Sud) și aliații lor români pentru eliberarea Peninsului Crimeea. Luptele au avut loc între aprilie și mai 1944. Campania s-a încheiat cu victoria completă a sovieticilor și evacuarea grăbită a trupelor germano-române pe calea apei.

## Pregătirile
La sfârșitul anului 1943 și începutul lui 1944, Wehrmachtul era în retragere de-a lungul întregului front de răsărit. În octombrie 1943, Armata a 17-a a fost forțată să se retragă de pe capul de pod din Kuban și să traverseze Strâmtoarea Kerci în Crimeea. În lunile care au urmat, Armata Roșie a forțat armata germană să se retragă în sudul Ucrainei. În cele din urmă, legătura Armatei a 17-a germană cu restul trupelor germane a fost tăiată în noiembrie 1943.

## Desfășurarea luptelor
Debarcările sovietice peste strâmtoarea Kerci și în sectorul de nord-est al Crimeii lângă Sivaș de la sfârșitul anului 1943, ca și atacul din Istmul Perekop au obligat Armata a 17-a să se retragă spre Sevastopol începând cu 10 aprilie 1944. OKW plănuia să apere fortăreața Sevastopol cu aceeași dârzenie cu care o făcuse Armata Roșie în timpul primei bătălii din Crimeea din 1941 – 1942. Înaintarea rapidă a sovieticilor, coroborată cu pregătirea inadecvată a apărării Sevastopolului, a făcut imposibilă o rezistență de durată. Pe 9 mai 1944, trupele sovietice au ocupat Sevastopolul.

## Consecințe
Germanii și românii au suferit pierderi mari de aproape 65.000 de oameni, mulți dintre ei fiind luați prizonieri în condițiile unei evacuări necorespunzătoare. 
Pierderile germanilor:
Morți și dispăruți:  31.700 
Răniți: 33.400 
Total: 65.100 
Pierderile românilor: 
Morți și dispăruți: 25.800 
Răniți: 5.800 
Total: 31.600 
Pierderile sovieticilor:
Morți și dispăruți: 17.754 
Răniți: 67.065 
Total: 84.808 
Tancuri: 171 
Artilerie: 521 
Avioane: 179